# روپا فوروکاوا
روپا فوروکاوا (انگلیسی: Roppa Furukawa; ۳ اوت ۱۹۰۳ – ۱۶ ژانویهٔ ۱۹۶۱) کمدین، خوانندگی، نقد فیلم اهل ژاپن بود.